# São Mamede de Infesta e Senhora da Hora
São Mamede de Infesta e Senhora da Hora, (oficialmente: União das freguesias de São Mamede de Infesta e Senhora da Hora) é uma freguesia portuguesa do município de Matosinhos com 9,01 km² de área e 49 832 habitantes (censo de 2021). A sua densidade populacional é 5 530,7 hab./km².

## História
Foi constituída em 2013, no âmbito de uma reforma administrativa nacional, pela agregação das antigas freguesias de São Mamede de Infesta e Senhora da Hora e tem a sede em Senhora da Hora.

## Demografia
A população registada nos censos foi:
| Distribuição da População por Grupos Etários | Distribuição da População por Grupos Etários | Distribuição da População por Grupos Etários | Distribuição da População por Grupos Etários | Distribuição da População por Grupos Etários | Distribuição da População por Grupos Etários |
| -------------------------------------------- | -------------------------------------------- | -------------------------------------------- | -------------------------------------------- | -------------------------------------------- | -------------------------------------------- |
| Antes da agregação                           |                                              |                                              |                                              |                                              |                                              |
| Ano                                          | 0-14 anos                                    | 15-24 anos                                   | 25-64 anos                                   | >= 65 anos                                   | Total                                        |
| 2001                                         | 7982                                         | 7262                                         | 29030                                        | 5811                                         | 50085                                        |
| 2011                                         | 6935                                         | 5625                                         | 30292                                        | 8017                                         | 50869                                        |
| Após a agregação                             |                                              |                                              |                                              |                                              |                                              |
| Ano                                          | 0-14 anos                                    | 15-24 anos                                   | 25-64 anos                                   | >= 65 anos                                   | Total                                        |
| 2021                                         | 5762                                         | 4856                                         | 27452                                        | 11762                                        | 49832                                        |